# Palau
För andra betydelser, se Palau (olika betydelser).
Palau, officiellt Republiken Palau, (palauiska: Beluu ęr a Belau), är en östat i Stilla havet, 800 km öster om Filippinerna och 3 200 km söder om Tokyo. År 1978, efter tre decennier som en del av FN:s förvaltarskap, valde Palau självständighet i stället för att bli en del av Mikronesiens federerade stater. Avtalet Compact of Free Association godkändes 1986 men ratificerades inte förrän 1993. Det trädde i kraft året därpå, varvid Palau blev självständigt som av världens såväl yngsta som minsta suveräna stater. På engelska stavas ibland namnet Belau i enlighet med det lokala uttalet. Tidigare stavades det Pelew.

## Historia
Ögruppen befolkades ursprungligen för omkring 3 000 år sedan av folk från Filippinerna, men den nuvarande befolkningen är senare invandrare, av språket att döma sannolikt från Sundaöarna. Ögruppen var relativt isolerad fram till 1800-talet, och de enda kända handelskontakterna var med Java och de mikronesiska Yapöarna.
Den första europé som siktade öarna kan ha varit spanjoren Ruy Lopez de Villalobos 1543, även om det är omstritt. Under 1800-talets senare hälft hamnade Palau under spansk överhöghet. Kejsardömet Tyskland köpte ögruppen 1899 som då blev del i Tyska Nya Guinea och under första världskriget ockuperades området i oktober 1914 av Japan. 1920 erhöll Japan förvaltningsmandat över området efter Versaillesfreden 1919. I april 1922 omstrukturerades det japanska förvaltningsmandatet till Nan'yo Cho (Japanska Stillahavsmandatet).
Under andra världskriget användes ögruppen som militärbas av Japan tills USA erövrade området 1944. 1947 utsågs Palau tillsammans med hela Karolineröarna till Förenta nationernas förvaltarskapsområde i Stilla havet under USA:s förvaltning.
I maj 1979 bildades den autonoma federationen Mikronesien med lokalt självstyre men den 1 januari 1981 lämnade hela Palau federationen för att bli en självständig stat i fri association med USA. Den 1 oktober 1994 blev landet helt självständigt.

## Geografi
Palau består av fem öområden med över 300 öar. Landets huvudstad är sedan den 7 oktober 2006 Ngerulmud på huvudön Babeldaob. Huvudstaden  flyttades då från Koror, belägen 20 kilometer sydväst om den nya huvudstaden.
- Palauöarna, huvudgruppen som ligger inom ett korallrev med övriga större öar
  - Babeldaob, huvudön, cirka 397 km²
  - Koror, cirka 10 km²
  - Peleliu, cirka 13 km²
- Angaurön, cirka 8 km², sydväst om huvudön
- Kayangelatollen, cirka 1,4 km², norr om huvudön
- Rocköarna, cirka 47 km², väster om huvudön
- Sydvästöarna, cirka 4 km², sydväst om huvudön

### Klimat
Klimatet på Palau är varmt och fuktigt. Regntiden varar från maj till november. Under regntiden förekommer tyfoner.

### Naturskydd och miljöproblem
Landets miljöproblem är otillräcklig sophantering samt att illegala fiskemetoder och överfiskning förstör de marina ekosystemen och korallreven. I mars 2011 slöt President Johnson Toribiong ett avtal med Sea Shepherd Conservation Society om att bevaka och att kunna agera inom landets gränser när lagöverträdelser kring marina djur begås.

## Styre och politik

### Författning och styre
Republiken Palau, som blev självständig 1994, har en demokratisk styrelseform där presidenten, vald genom direkta allmänna val, innehar den verkställande makten för en mandatperiod på fyra år. Hittills har alla presidenter varit män. Den lagstiftande makten utövas av parlamentet, som består av två kammare: en senat med 13 medlemmar och ett delegathus med 16 medlemmar, där varje delstat representeras av en delegat. Val till båda kammare hålls vart fjärde år. Efter valet 2020 var endast en av delegathusets ledamöter kvinna. Enligt det avtal som grundar Palaus självständighet ansvarar USA för landets försvar och tillhandahåller ekonomiskt stöd.

#### Presidenter
- Haruo Remeliik, 1981–85
- Thomas Remengesau, 1985
- Alfonso Oiterong, 1985
- Lazarus Salii, 1985–88
- Thomas Remengesau, 1988–89
- Ngiratkel Etpison, 1989–93
- Kuniwo Nakamura, 1993–2001
- Tommy Remengesau, 2001–2009
- Johnson Toribiong, 2009–2013
- Tommy Remengesau, 2013–2021
- Surangel Whipps Jr, 2021–

### Administrativ indelning
Palau är indelat i sexton delstater: Aimeliik, Airai, Angaur, Hatohobei, Kayangel, Koror, Melekeok, Ngaraard, Ngarchelong, Ngardmau, Ngatpang, Ngchesar, Ngeremlengui, Ngiwal, Peleliu, Sonsoral.
Parlamentet "Olbiil era Kelulau" har sitt säte sedan 2006 i Ngerulmud.

## Ekonomi och infrastruktur
21 % av landets yta är odlingsbar mark.
De huvudsakliga inkomstkällorna är turism, jordbruk och fiske. Staten är den största arbetsgivaren, och dess ekonomi är beroende av ekonomiskt stöd från USA. I gengäld låter man USA ha militärbaser i landet.

### Näringsliv

#### Råvaror
Naturtillgångar är skog, mineral (speciellt guld), marina produkter.[källa behövs]

### Infrastruktur

#### Transporter
Koror är förbundet med Babeldaob och de närliggande öarna Arakabesang och Malakal via broar. På Malakal finns en djupvattenshamn. År 2003 invigdes en ny internationell flygplats på Babeldaob, byggd med stöd från Japan. Lokala flygplatser finns även på öarna Peleliu och Angaur.

## Befolkning

### Demografi

#### Minoriteter
Öarna befolkades för mellan 3 000 och 2 000 år sedan av flera migrationsvågor. Det kom malajer från Indonesien, melanesier från Nya Guinea, filippinska ursprungsbefolkningar samt vissa polynesier från avlägsna polynesiska öar i Mikronesien. Detta har resulterat i en mångfaldig befolkning som sedan slutet av 1700-talet även inkluderar européer, japaner och amerikaner. Sydvästöborna, som skiljer sig kulturellt och språkligt från palauanerna, utgör den enda minoritetsgruppen. De härstammar från överlevande från en eller flera kanoter som drev till Sonsorol från Ulithi-atollen, nordost om Yap.

#### Migration
Historiskt sett har palauaner i högre grad än andra mikronesier valt att emigrera utomlands. Betydande palauanska samhällen finns idag på Guam, i Hawaii och längs USA:s västkust. Från slutet av 1900-talet började immigrationen till Palau öka markant, framför allt genom arbetskraftsinvandrare, särskilt från Filippinerna. Vid början av 2000-talet utgjorde utlänningar mer än en fjärdedel av landets befolkning.

### Språk
Palauanska är ett väst-austronesiskt språk som kännetecknas av sin komplexitet och många oregelbundenheter, vilket gör det svårt att formulera grammatiska och lexikala regler. Ett annat inhemskt språk, sonsorolesiska-tobianska, talas på öarna i sydväst. De officiella språken i Palau är palauanska, sonsorolesiska-tobianska och engelska.

### Religion
Den traditionella palauanska religionen, som kretsade kring mäktiga förfäder och naturandar, ersattes av kristendomen när missionärer kom till området. Idag är lite mer än hälften av befolkningen katoliker, medan drygt en fjärdedel är protestanter. Det finns även mindre grupper av sjundedagsadventister, Jehovas vittnen, mormoner och andra religiösa samfund.

## Kultur

### Traditioner

#### Kultursymboler
Palaus flaggas blåa bakgrund symboliserar Stilla havet. Den gula cirkeln är fullmånen. Fullmånen är en symbol för produktivitet och framgång och enligt folktron bör aktiviteter som jordbruk och fiske ske i månens sken för bästa framgång.